# María Corda
María Corda (Mária Antónia Farkas; Déva, 4 de mayo de 1898-Thônex, 15 de febrero de 1976) fue una actriz húngara, estrella del cine mudo en Alemania y Austria.

## Carrera

### Inicios
Comenzó su carrera como actriz en los teatros de Budapest en los primeros días de la Primera Guerra Mundial y poco después de la desintegración de Austria-Hungría también comenzó a trabajar en la industria del cine. Su primer papel fue en Se ki, se be en 1919, dirigida por Korda Sandor, que llegaría a ser conocido como Alexander Korda. Se casó con Sandor, quien en ese entonces era el director principal de la incipiente industria cinematográfica húngara, en 1919. La presentó en tres películas ese año, White Rose, Ave Caesar! y Number 111, todas dirigidas por él.
La joven pareja se vio afectada por la agitación en Hungría que siguió al final del Imperio Austrohúngaro. Durante un breve tiempo, Hungría fue una democracia, luego un Estado socialista, y finalmente —con el apoyo de las fuerzas occidentales— Miklós Horthy convirtió Hungría en una regencia autoritaria. María y Alexander continuaron haciendo películas, sin importar quién estuviera en el poder, con María como la actriz más famosa en Hungría y su esposo el director más destacado.

### Reconocimiento
Más tarde huyó del país con su marido, trasladándose a Viena, una elección lógica ya que el alemán era el segundo idioma de Hungría. Aquí es donde ambos cambiaron sus nombres, él a Alexander Korda y ella, por motivos desconocidos, a "María Corda". En Viena, la actriz se convirtió en una estrella del cine mudo de ese país en películas épicas como Samson und Delila (1922) y Die Sklavenkönigin (1924) de Michael Curtiz. Gli ultimi giorni di Pompei (1926) la vio tomar un papel principal en una película italiana de un estilo similar.
En 1926, ella y su esposo se mudaron a Berlín, donde su éxito como equipo —él dirigiendo, María protagonizando— pronto les ganó la atención suficiente para que María firmara un contrato con First National, un estudio de Hollywood. Navegaron a América ese año y se establecieron en Beverly Hills. Desafortunadamente, María no pudo duplicar su éxito europeo en Hollywood. Apareció en las primeras producciones de Korda allí, destacando The Private Life of Helen of Troy (1927), pero ninguna de las películas tuvo mucho éxito. Desafortunadamente, como muchas otras estrellas del cine mudo, su carrera en Hollywood llegó a un abrupto final en 1928 con la llegada del sonido, ya que había aprendido poco inglés.

### Últimos años
Cuando sus propios contratos terminaron, Alexander aprovechó la liberalidad de las leyes de divorcio de California y se divorció de ella, en un matrimonio que había sido tempestuoso durante muchos años. El director regresó a Europa, primero a París y luego a Londres. María se mudó a Nueva York, donde escribió varias novelas. Los últimos años de su vida transcurrieron en las cercanías de Ginebra en Suiza. La actriz falleció en 1976 en Thônex.